# Nova Lacerda
Nova Lacerda är en kommun i Brasilien.   Den ligger i delstaten Mato Grosso, i den centrala delen av landet, 1 300 km väster om huvudstaden Brasília. Antalet invånare är 5 469.
Omgivningarna runt Nova Lacerda är huvudsakligen savann. Trakten runt Nova Lacerda är nära nog obefolkad, med mindre än två invånare per kvadratkilometer.